# HD 115404
HD 115404, známý také jako Gliese 505, je dvojhvězda v souhvězdí Vlasů Bereniky, vzdálená přibližně 36,8 světelných let od Země. Systém sestává z primární složky, oranžového trpaslíka spektrálního typu K2V, a sekundární složky, červeného trpaslíka typu M0.5V. Kolem této hvězdy byly objeveny tři exoplanety.

## Charakteristika
Primární složka HD 115404 A je oranžový trpaslík, jehož hmotnost je přibližně 0,70 M☉, zářivost 0,29 L☉ a povrchová teplota 4877 K. Sekundární složka HD 115404 B je červený trpaslík s hmotností 0,54 M☉, zářivostí 0,0467 L☉ a povrchovou teplotou 3491 K. Obě složky obíhají kolem společného těžiště s periodou 770 let ve střední vzdálenosti 84,28 AU. Oběžná dráha má výstřednost 0,12.

## Planetární systém
V systému HD 115404 byly objeveny tři planety. První dvě obíhají kolem primární složky HD 115404 A. Třetí planeta, označená jako HIP 64797 d, obíhá kolem celé dvojhvězdy.
| Název planety | Minimální hmotnost (MJ) | Velká poloosa (AU) | Oběžná doba (dny) | Výstřednost |
| ------------- | ----------------------- | ------------------ | ----------------- | ----------- |
| HD 115404 Ab  | 0,097                   | 0,088              | 10,5              | 0,232       |
| HD 115404 Ac  | 10,3                    | 11,364             | 15 319            | 0,211       |
| HIP 64797 d   | 3,73                    | 1,27               | —                 | —           |

Planety HD 115404 Ab a Ac byly objeveny metodou radiální rychlosti, zatímco HIP 64797 d byla identifikována kombinací radiální rychlosti a astrometrie.

## Historie objevu
Systém HD 115404 byl poprvé katalogizován v rámci Glieseho katalogu blízkých hvězd. Exoplanety byly objeveny pomocí observatoří kombinujících metody radiální rychlosti a astrometrie v roce 2022.

## Budoucí výzkum
HD 115404 je vhodným cílem pro další pozorování, zejména prostřednictvím misí jako JWST a Gaia, které mohou charakterizovat atmosféry exoplanet a detailněji analyzovat dynamiku hvězdného systému.